# Alberto Cardaccio
Alberto Cardaccio (26 agosto 1949 – 28 gennaio 2015) è stato un calciatore uruguaiano, di ruolo centrocampista.
Ha disputato con la propria nazionale il Campionato mondiale di calcio 1974, scendendo in campo come sostituto nell'incontro contro la Bulgaria.